# Mineralogía topográfica
La mineralogía topográfica o mineralogía geográfica consiste en el estudio de los minerales de una zona geográfica concreta, que puede ser una sola mina, una región o un estado. Incluso, en los inicios de la mineralogía como ciencia, se publicaron algunas a escala mundial. Junto con el examen individual de los minerales, la mineralogía topográfica se ocupa también del examen de las paragénesis y de aspectos como la geología, la petrología y la historia minera. Esta también relacionada con la mineralogía de ejemplares, y consecuentemente resulta fundamental para la correcta atribución de las localidades de ejemplares en museos y colecciones, lo que ya fue resaltado por Berzelius. Esta atribución precisa es necesaria no solamente en los ejemplares de exhibición, sino sobre todo en aquellos que se utilicen en investigación. La mineralogía topográfica representa también la forma de aproximación a los minerales más relacionada con los factores culturales propios de una población dada. 

## Historia

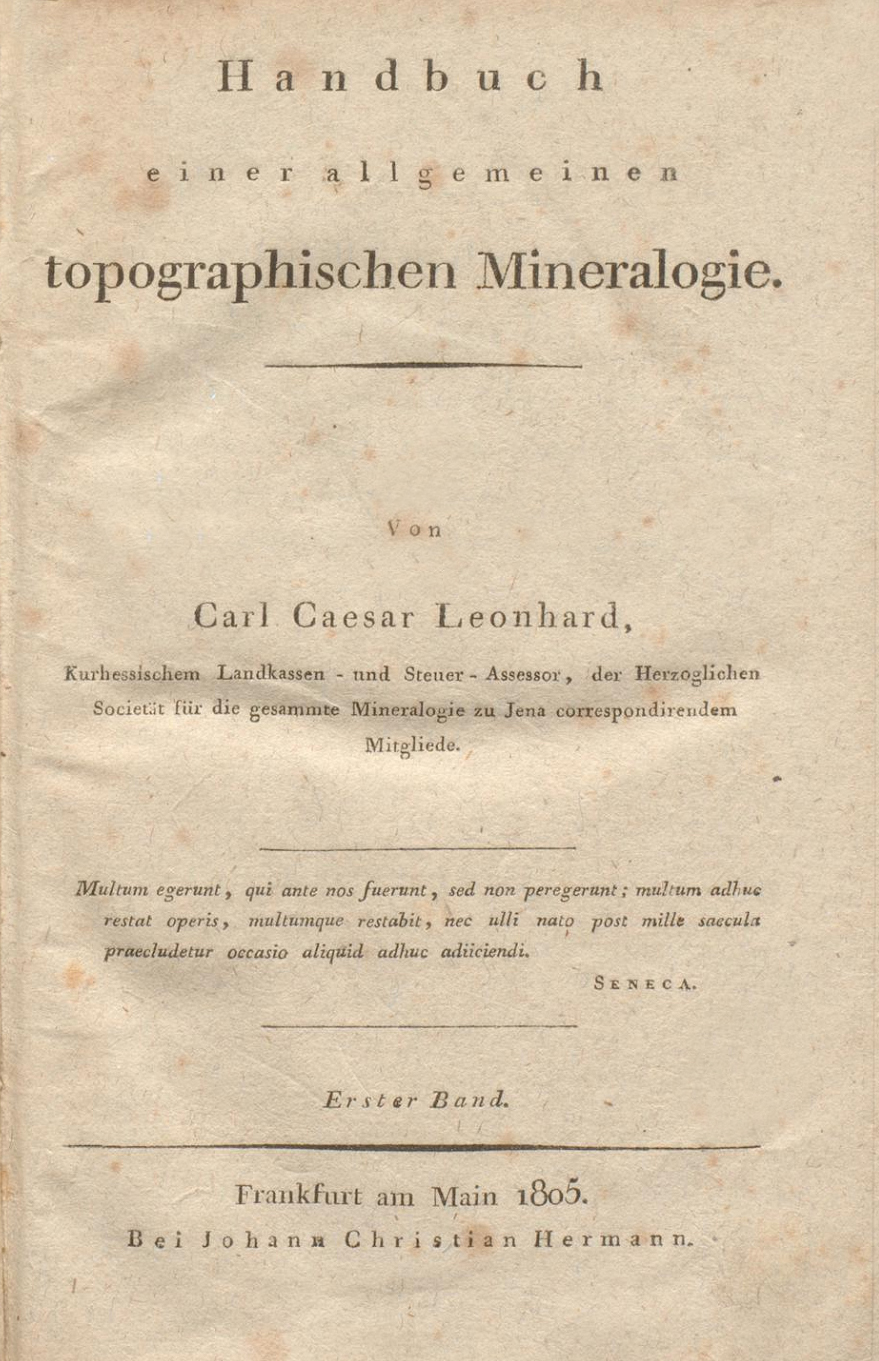
Portada de la mineralogía topográfica de Leonhard

Aunque casi todos los tratados de mineralogía incluyen información sobre las localidades donde se encuentra los distintos minerales, los estudios destinados específicamente a estudiarlos en su entorno aparecen a mediados del siglo XVIII. La primera publicación en castellano destinada específicamente a la mineralogía topográfica es  Materiales para la geografía mineralógica de España y de sus posesiones en América, obra de Christiano Herrgen, publicada como una serie de artículos en la revista Anales de Historia Natural. A principios del siglo XIX se llevan a cabo publicaciones sobre otros países, e incluso a nivel mundial, con el libro de Carl C. Leonhard Handbuch einer allgemeeinen topographischen Mineralogie, cuyo primer volumen se publicó en 1805 (con los minerales en orden alfabético, de la A a la I) y el segundo, con el resto, en 1807; en 1809 publicó un tercer volumen, como suplemento e índice.

## Principales obras de mineralogía topográfica
A lo largo de más de dos siglos se han publicado varios miles de obras de mineralogía topográfica, principalmente artículos y monografías locales y regionales, y también un cierto número de libros a escala nacional . La primera recopilación general de estas obras fue llevada a cabo en 1948 por Spencer. Otras recopilaciones a tener en cuenta son las de Smith, a escala general, y las de Smith y Cook y Smith para Estados Unidos. Este último país no cuenta con una mineralogía topográfica general, pero si con monografías para la mayoría de sus estados.

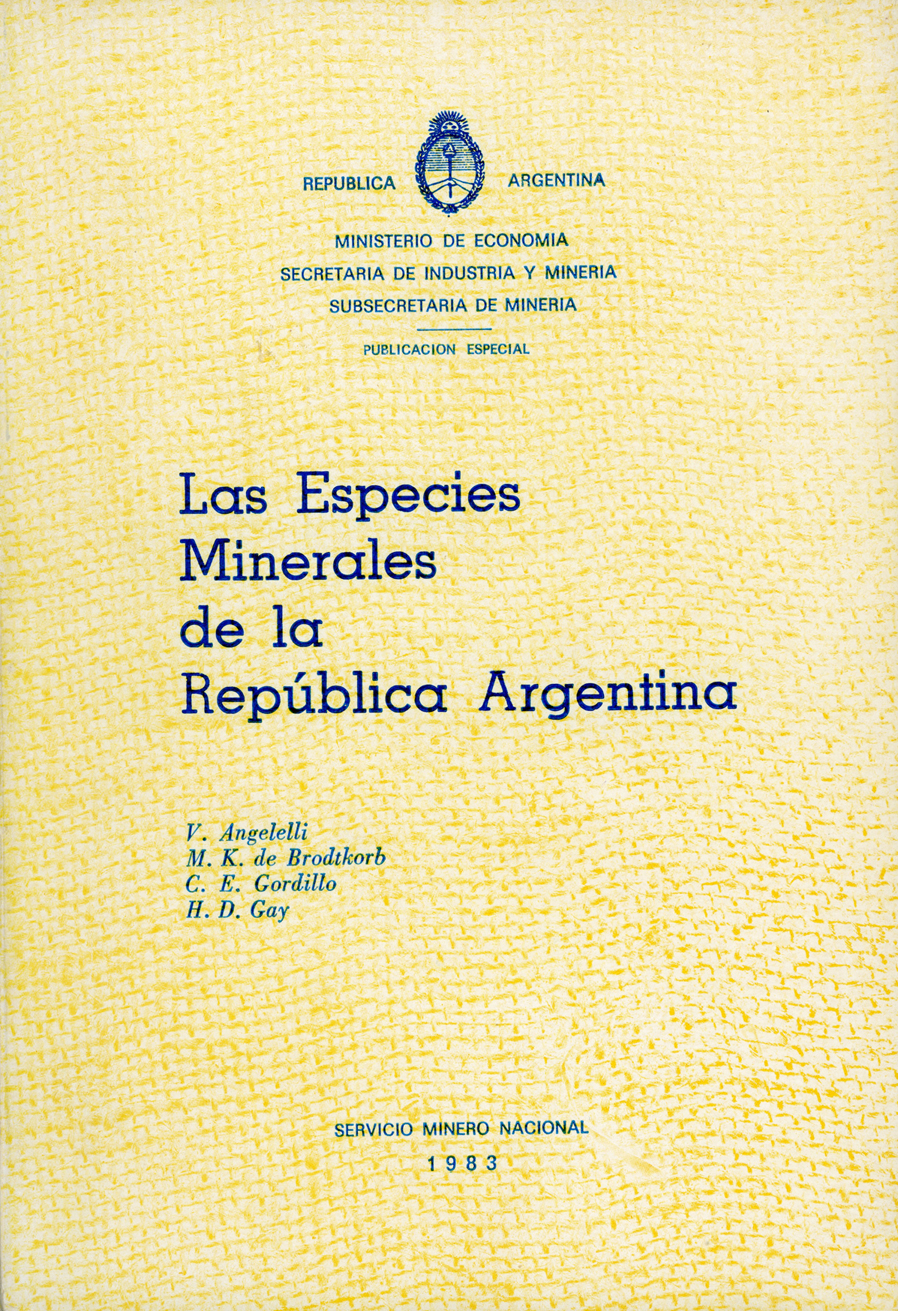
Cubierta del libro de Angelelli, de Brodtkorb, Gordillo y Gay (1983)

### Argentina
- Guillermo Bodenbender (1899). Los minerales, su descripción y análisis, con especialidad de los existentes en la República Argentina. Imprenta la Minerva, Guillermo Córdoba, 312 págs.

Clasifica los minerales según el sistema de Naumann y Zirkel. Describe 153 especies reconocidas entonces en Argentina.
- Federico Ahlfeld, y Victorio Angelelli (1948) Las especies minerales de La República Argentina. Universidad Nacional de Tucumán, Instituto de Geología y Minería, Jujuy, 304 págs´.

Se describen los yacimientos argentinos de 248 especies minerales. En 1983 se publicó una nueva edición, con Angelelli de Brodtkorb,  Gordillo, y Gay como autores, que alcanza  las 466 especies,  y en 1994 un anexo de Brodtkorb y Gay, que llega a las 683.

### Bolivia
- Federico Ahlfeld y Jorge Muñoz Reyes (1941). Los minerales de Bolivia. Ministerio de Economía Nacional. Dirección General de Minas y Petróleo, La Paz. 282 págs., con un mapa desplegable

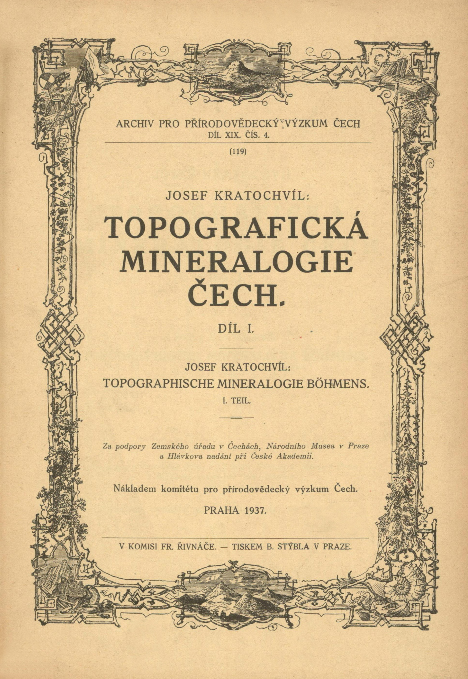
Cubierta del volumen 1 del libro de Josep Kratochvil Topografická Mineralogie Cech.

Se publicó una traducción al alemán, y sucesivas ediciones en castellano en 1943, 1945, 1955 y 1967.

### República Checa
- Josep Kratochvil. (1937-1948). Topografická Mineralogie Cech. V komisi Fr. Řivnáče - Tiskem B. Stýbla v Praze, Praga. 5 volúmenes.

Se publicó una nueva edición ampliada, en 8 volúmenes, entre 1957 y 1966, con un total de 3.608 páginas.

### Chile
- Ignacio Domeyko (1860). Elementos de Mineralojia, o del conocimiento de las especies minerales en general, i en particular de las de Chile. Imprenta del Ferrocarril, Santiago de Chile. 432 págs

Corresponde a la segunda edición de su tratado de mineralogía, muy ampliada en comparación con la primera (publicada 1845) en cuanto a localidades chilenas, por lo que puede considerarse una mineralogía topográfica. Publicó varios suplemenetos, una nueva edición en 1879, y nuevos apéndices en 1881, 1883 y 1884.

### Colombia
- Ricardo Lleras Codazzi  (1927) Los minerales de Colombia. Imprenta Nacional, Bogotá. 150 págs

Entre 1901 y 1927 publicó diversos artículos sobre los minerales de Colombia, y finalmente el libro indicado.

### Eslovaquia
- Miroslav Kodera (1986-1990). Topografická mineralógia Slovenska. Veda Vydavatel'stvo Sav, Bratislava, Eslovaquia. Tres tomos, con paginación continua. 1.590 págs.

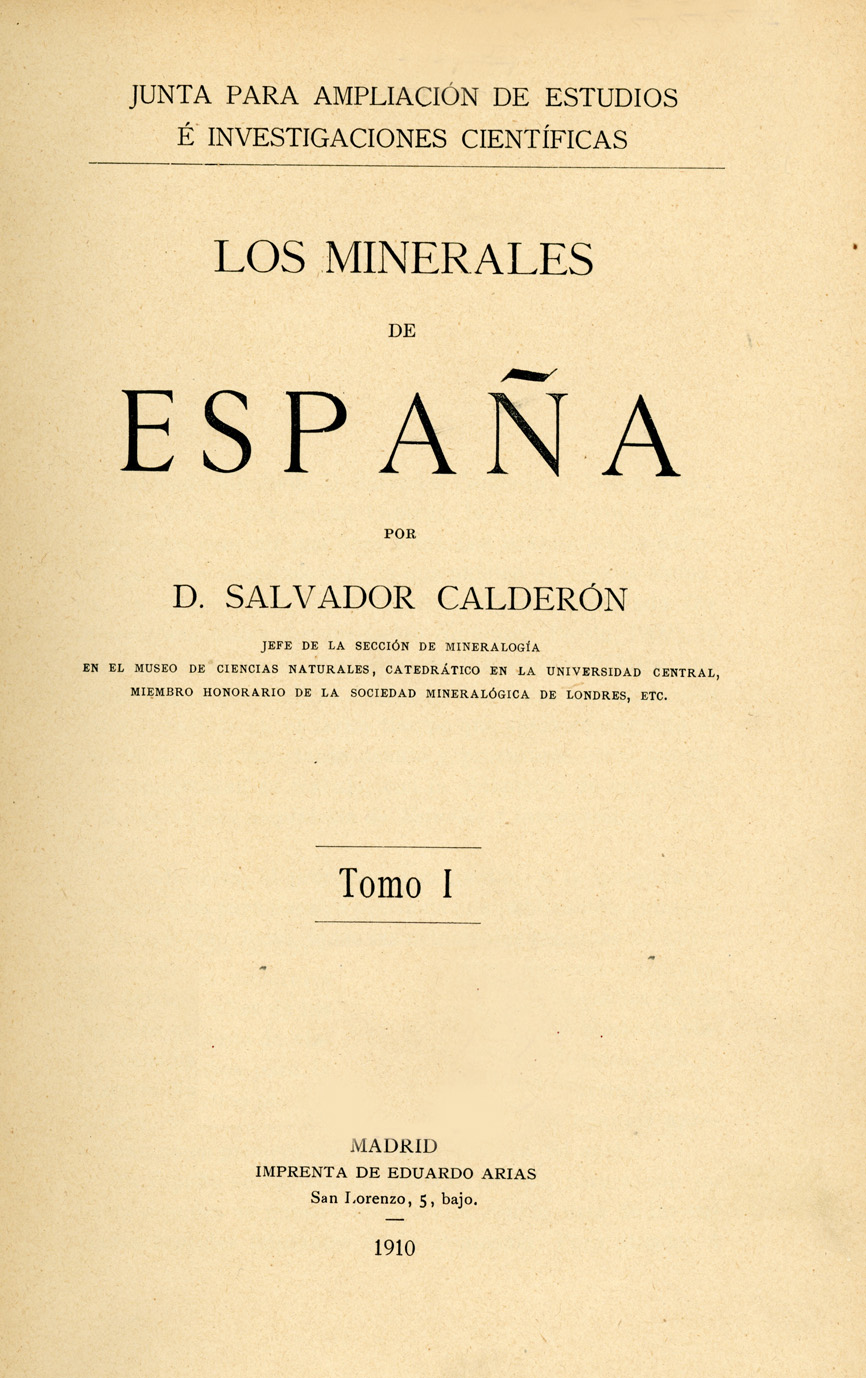
Portada del Tomo I de Los Minerales de España, de Salvador Calderón

### España
- Salvador Calderón y Arana. (1910). Los Minerales de España. Junta para Ampliación de Estudios e Investigaciones Científicas. Imprenta de Eduardo Arias, Madrid.  Vol 1, 416 págs . Vol 2, 561 págs.

Dado los problemas que tuvo para que se publicara en España, en 1902 publicó una versión más corta en Alemania, con la colaboración de A. Tenne, con el título Die Mineralfundstätten der Iberischen Halbinsel, incluyendo algunos yacimientos protugueses. La edición española está basada en la clasificación de Groth, y se describen en ella los yacimientos de casi 300 especies, manteniendo los yacimientos portugueses de la edición alemana.  En el año 2000, la Sociedad Española de Mineralogía publicó una edición facsímil.

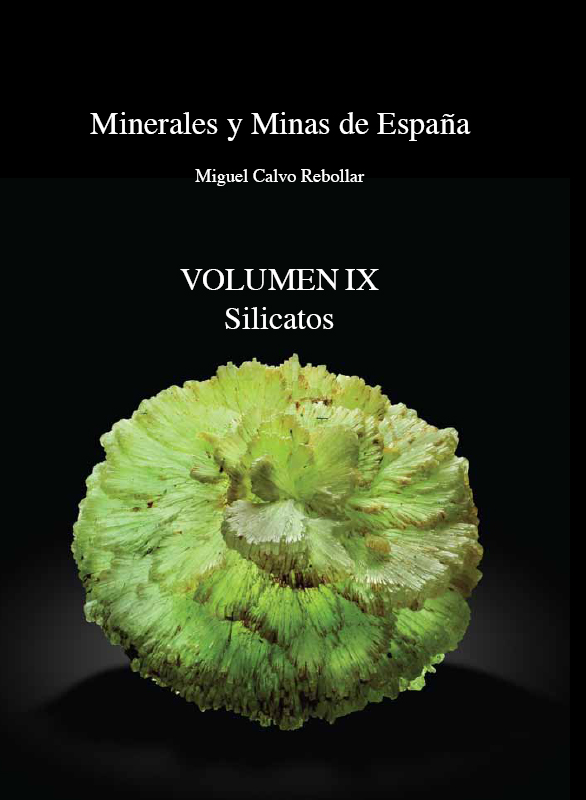
Sobrecubierta del volumen 9 del libro Minerales y Minas de España, de Miguel Calvo

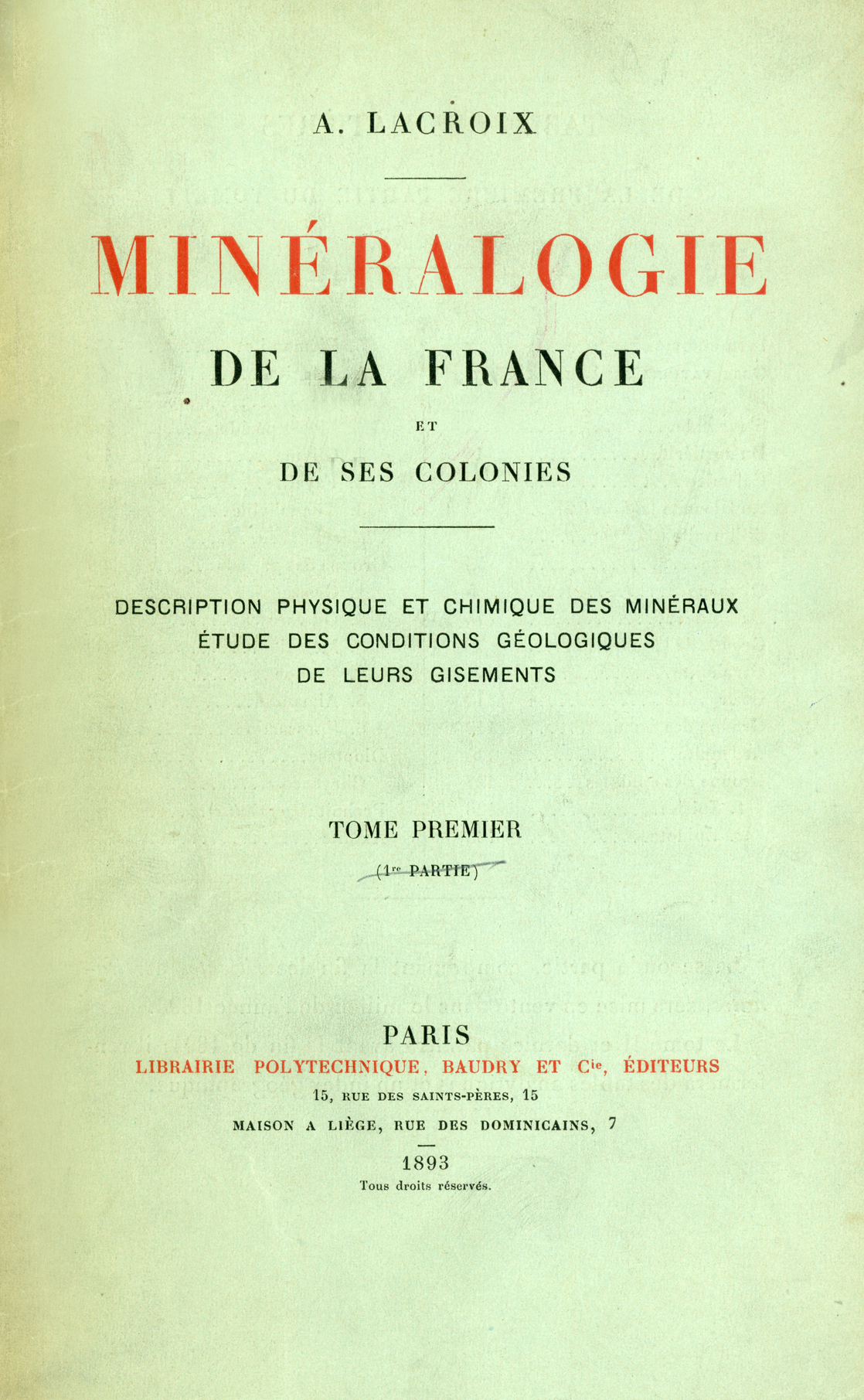
Cubierta del volumen 1 de Minéralogie de la France et de ses colonies, de Alfred Lacroix

- Miguel Calvo Rebollar.  (2003-2018). Minerales y minas de España. Los volúmenes del 1 al 3 (Elementos, Sulfuros y sulfosales y halogenuros), fueron publicados por el Museo de Ciencias Naturales de Álava. Los volúmenes del 4 al 9 (Óxidos  e hidróxidos, Carbonatos, nitratos y boratos; Sulfatos, seleniatos y teluratos; Fosfatos, arseniatos y vanadatos; Cuarzo y otros minerles de la sílice; Silicatos) por la Escuela Técnica Superior de Ingenieros de Minas de Madrid-Fundación Gómez Pardo.

En este libro se señala la presencia en España de 1.230 especies minerales, en unas 10.000 localidades distintas. Cada tomo incluye algunas láminas con fotografías en color. En total, la obra sobrepasa las 5.000 páginas, y está considerada la más extensa publicada sobre cualquier país del mundo.

### Francia
- Alfred Lacroix. (1893-1913). Minéralogie de la France et de ses Colonies. Librairie Polytechnique, París. 3.766 págs. en total.

La edición original, en cinco tomos, consta de 3.766 páginas, y fue publicada en fascículos. Sufrió una interrupción importante, entre el primer fascículo del tomo III y el resto de la obra, dado que durante varios año Lacroix estuvo dedicado intensamente al estudio de varias erupciones volcánicas. El tomo IV finaliza con un apéndice, y el tomo V consiste en otro apéndice más un conjunto de índices, especialmente un índice geográfico que abarca desde la pag. 95 a la 480. La obra incluye muchos dibujos de cristales y de imágenes microscópicas de láminas delgadas, y algunas láminas fotográficas en blanco y negro. En 1977 se publicó una edición facsímil, con el título Mineralogie de la France et de ses Anciens Territoires d’Outre-mer, añadiendo además otro tomo con un apéndice, en total 4.021 páginas. Además de los yacimientos de Francia y sus colonias incluye también los de las regiones fronterizas de los países limítrofes.

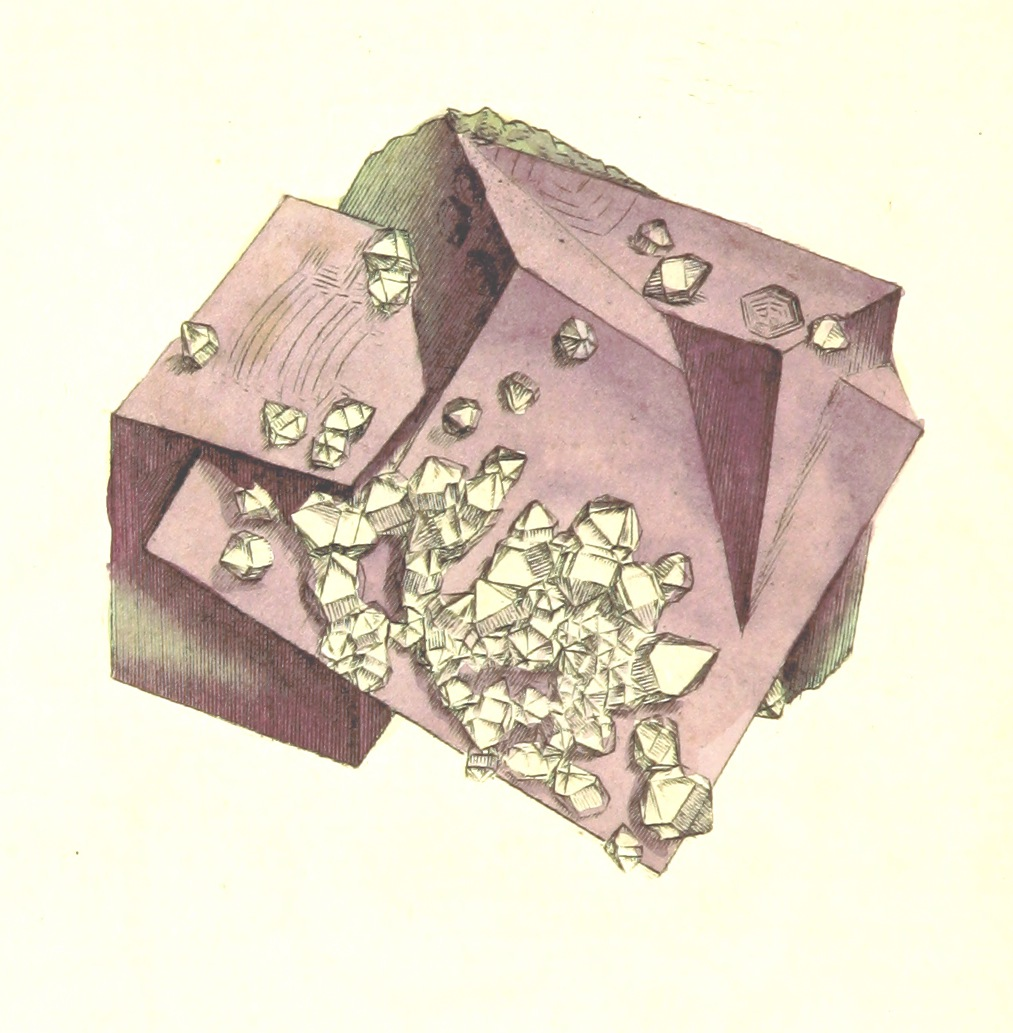
Cristales de fluorita con cuarzo. Lámina 64 del tomo I de la obra de Sowerby

### Gran Bretaña e Irlanda
- James Sowerby (1804-1817). British Mineralogy. Londres, 1.160 págs. en total

Esta obra consta de 550 láminas con imágenes de minerales, grabadas en calcografía  y coloreadas a mano, y de las correspondientes hojas de texto, una para cada lámina. Se publicó por partes entre 1802 y 1817, y una vez completada la publicación, también por volúmenes completos, con portadas con las fechas  de 1804, 1806, 1809, 1811 y 1817. Está considerada la mineralogía topográfica más importante sobre Gran Bretaña, y la obra con mayor numero de imágenes de minerales coloreadas a mano, a gran de la siguiente. 
- Robert Philips Greg y William G. Letsom (1858). Manual of mineralogy of Great Britain and Ireland. John van Voorst, Londres. 483 págs.

El libro contiene la descripción de las localidades de 241 especies minerales encontradas de Gran Bretaña e Irlanda (que también formaba entonces parte del Reino Unido), con múltiples dibujos de cristales. Contó con la publicación posterior de varios suplementos, y en 1977 se publicó una edición facsímil, que también los incluía, junto con otro suplemento más, obra de Peter Embrey.

### Madagascar
- Alfred Lacroix. (1922-1923). Minéralogie de Madagascar. Augustin Challamel, París. 1.822 págs en total.

Alfred Lacroix ya había incluido algunos datos sobre Madagascar en su obra sobre la mineralogía de Francia y de sus colonias, pero la extensión del control y la exploración francesa sobre la isla le permitió obtener muchos más datos, de especies  raras o incluso nuevas para la ciencia. Esta obra está publicada en tres volúmenes, con 624, 504 y 694 págs respectivamente. El tomo I incluye una descripción detallada de la geología de esta isla y el tomo III está dedicado fundamentalmente a las rocas.

### México
- José Guadalupe Aguilera Serrano. (1898). Catálogos sistemático y geográfico de las especies mineralógicas de la República Mexicana. Instituto Geológico de México. 157 págs.

Esta obra, que se publicó en el tomo 11 del Boletín del Instituto Geológico de México, sigue la clasificación de Dana, e incluye 311 especies minerales, aunque sin referencias sobre los datos.
- William D. Panczner. (1987). Minerals of Mexico. Van Nostrand Reinold Co., Nueva York (USA). 459 págs.

### Perú
- Antonio Raimondi. (1878). Minerales del Perú, o catálogo razonado de una colección que representa los principales tipos minerales de la República, con muestras de huano y restos de aves que lo han producido. Imprenta del Estado, Lima. 305 págs.

El libro fue preparado como catálogo de una colección de minerales para enviar a la exposición de Paris de 1878, e incluye la descripción de 652 muestras.  El mismo año se publicó una traducción al francés, A. Chaix et Cie, Imp. Centrale des Chemins de Fer, París. En 1880 publicó un Apéndice al catálogo razonado de los minerales del Perú, de 32 páginas.
- Antonio Raimondi. (1939). Minerales del Perú. Tomo II. Supremo Gobierno del Perú. Imprenta Americana, Lima. 637 páginas.

Publicado como el "Tomo II" del libro anterior, contiene la descripción de 1617 muestras de minerales peruanos, extractada por Jorge A. Broggi de los cuadernos manuscritos que dejó Raimondi tras su muerte, en 1890.

### Rusia
- Nikolay Ivanovitch Koksharov. (1853-1892). Materialien zur Mineralogie Russlands. Gedruckt bei Carl Kray, San Petersburgo, Rusia. 11 volúmenes de texto, con 3.869 páginas en total y un atlas con 87 láminas.

Se publicó simultáneamente una edición en ruso, que llegó solamente haste el volumen 5, publicado en 1866. Como indica el título, se trata de recopilación de datos, sin pretender ser exhaustivo ni en especies minerales ni en yacimientos, dada la extensión del territorio y las dificultades de viajar en la época. El atlas representa la introducción en Rusia de la cristalografía morfológica. Se considera la mineralogía topográfica más importante del siglo XIX.